# Jerry Haleva
Jerry Haleva est un acteur américain né le 26 mai 1946.

## Biographie
En raison de sa ressemblance avec Saddam Hussein, il interprète le rôle du dictateur plusieurs fois notamment dans Hot Shots!, Hot Shots! 2 et The Big Lebowski.

## Filmographie
- 2002 : En direct de Bagdad : Saddam Hussein
- 2002 : Les 20 premiers millions : Saddam Hussein
- 1998 : Le Prince de Sicile : Saddam Hussein
- 1998 : The Big Lebowski : Saddam Hussein
- 1993 : Hot Shots! 2 : Saddam Hussein
- 1991 : Hot Shots! : Saddam Hussein